# Меморіальний комплекс пам'яті жертв Чорнобиля (Київ)
Меморіальний комплекс пам'яті жертв Чорнобиля — архітектурно-ландшафтний комплекс, створений у Києві з метою увічнення пам'яті жертв Чорнобильської катастрофи. Розташований на Нагірній вулиці, 1 у Шевченківському районі, з 2016 року є частиною регіонального ландшафтного парку «Смородинський».

## Історія створення
Будівництво меморіального комплексу на схилах між Нагірною вулицею, Смородинським і Подільським узвозами було розпочато у квітні 1991 року з ініціативи керівництва Київської міської Ради народних депутатів, Шевченківської районної Ради народних депутатів та представників громадськості. Автор проекту — Микола Жариков.
Першу чергу (курган і прилеглі об'єкти) відкрито у квітні 1996 року — до 10-х роковин Чорнобильської трагедії. Відкриття всього комплексу відбулося 26 квітня 2006 року, після завершення монтажу будівлі Свято-Миколаївського храму та його освячення. У 2015-16 роках територію комплексу було впорядковано, прокладено доріжки, встановлено світильники тощо. Після створення регіонального ландшафтного парку «Смородинський» у грудні 2016 комплекс став його складовою частиною.
На території меморіального комплексу щороку до роковин Чорнобильської трагедії відбуваються урочисті заходи за участю представників влади, духівництва, учасників ліквідації аварії на ЧАЕС, мешканців району.

## Опис
Архітектурною домінантою меморіального комплексу є Свято-Миколаївський храм, споруджений у 2005—2011 роках коштом Шевченківської РДА за проектом архітектора Миколи Жарикова. Символічною є архітектура храму: форма його фасадів нагадує обриси першого «саркофага» над четвертим енергоблоком ЧАЕС, а в плані будівля має вигляд восьмикутної зірки (алюзії одночасно на Вифлеємську зірку і на Зорю Полин).
Змістовим ядром меморіального комплексу є символічний Курган-Могила, на вершині якого встановлено чорний гранітний хрест. До кургану від церкви ведуть сходи, що проходять через Коло Пам'яті: над ним висить дзвін, закріплений на арці у вигляді хреста.
До комплексу прилягає зона відпочинку.

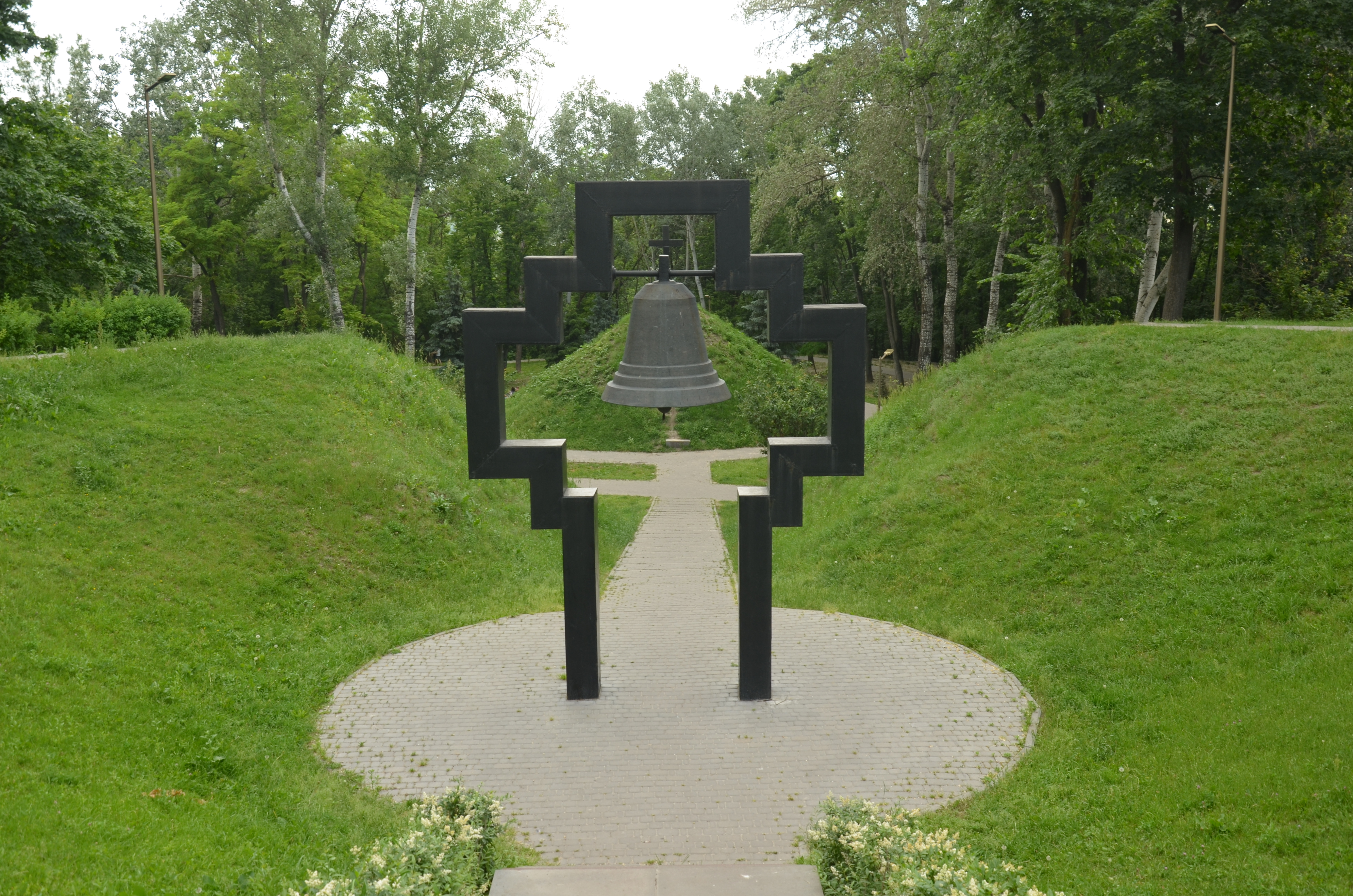
«дзвін Чорнобиля»
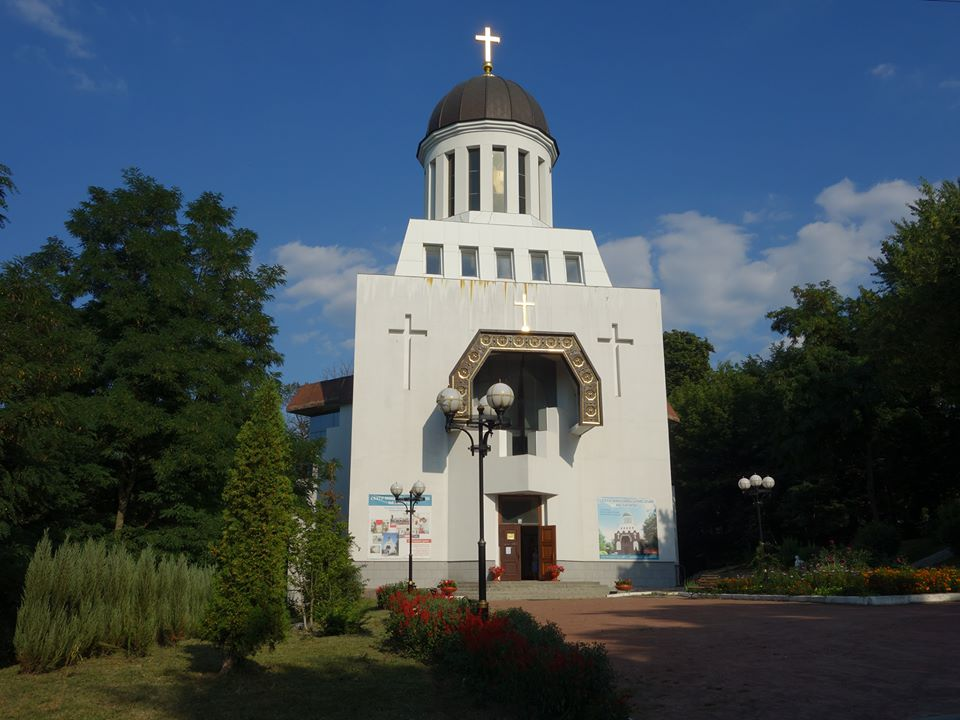
Свято-Миколаївська церква